# 1993年世界ボクシング選手権大会
1993年世界ボクシング選手権大会は、5月7日から16日までフィンランド・タンペレで開催された。今大会はバルセロナオリンピックの翌年に開かれた7回目の世界選手権で、アマチュアボクシングの国際組織である国際アマチュアボクシング協会の配下にあるフィンランドボクシング協会傘下のタンペレボクシング協会が主催した。そしてこの世界選手権終了時のスコアが公式化された。

## メダル獲得者
| 階級                          | 金                                    | 銀                                | 銅                                                            |
| ----------------------------- | ------------------------------------- | --------------------------------- | ------------------------------------------------------------- |
| ライトフライ級 (– 48kg)       | Nshan Munchyan アルメニア             | ダニエル・ペトロフ ブルガリア     | Albert Guardado アメリカ合衆国 Erdenet Tsogtjargal モンゴル国 |
| フライ級 (– 51kg)             | Waldemar Font キューバ                | Kikmatulla Ahmedov ウズベキスタン | Hassan Mustafa エジプト Damaen Kelly アイルランド             |
| バンタム級 (– 54kg)           | アレクサンダル・フリストフ ブルガリア | ホエール・カサマヨール キューバ   | Vladyslav Antonov ロシア Ilhan Güler トルコ                   |
| フェザー級 (– 57kg)           | セラフィム・トドロフ ブルガリア       | Enrique Carrion キューバ          | ラマジ・パリアニ グルジア Marcelica Tudoriu ルーマニア        |
| ライト級 (– 60kg)             | Damian Austin キューバ                | ラリー・ニコルソン アメリカ合衆国 | Tibor Rafael スロバキア Vasile Nistor ルーマニア              |
| ライトウェルター級 (– 63.5kg) | エクトール・ビネント キューバ         | ジリ・ジャール フィンランド       | オレグ・サイトフ ロシア オクタイ・ウルカル ドイツ             |
| ウェルター級 (– 67kg)         | ファン・エルナンデス キューバ         | Vitalis Karpaczauskas リトアニア  | Sergiy Gorodniczev ウクライナ Andreas Otto ドイツ             |
| ライトミドル級 (– 71kg)       | Francisc Vastag ルーマニア            | アルフレド・デュベルヘル キューバ | Sergey Karavajev ロシア Geir Hitland ノルウェー               |
| ミドル級 (– 75kg)             | アリエル・エルナンデス キューバ       | Akin Kuloglu トルコ               | Raymond Joval オランダ ワシリー・ジロフ カザフスタン          |
| ライトヘビー級 (– 81kg)       | Ramón Garbey キューバ                 | Jacklord Jacobs ナイジェリア      | Robert Dale Brown カナダ ロスチスラフ・ザウリチニ ウクライナ  |
| ヘビー級 (– 91kg)             | フェリックス・サボン キューバ         | Georgi Kandelaki グルジア         | Stéphane Allouane フランス Arszak Avartekyan アルメニア       |
| スーパーヘビー級 (+ 91kg)     | ロベルト・バラド キューバ             | スビレン・ルシノフ ブルガリア     | Yevgeny Belousov ロシア Jo-el Scott アメリカ合衆国            |